# Liste des chapitres des Gouttes de Dieu
Cet article présente la liste des chapitres du manga Les Gouttes de Dieu.

## Les Gouttes de Dieu

### Tomes 1 à 10
| no | Japonais         | Japonais          | Français        | Français          |
| no | Date de sortie   | ISBN              | Date de sortie  | ISBN              |
| --- | ---------------- | ----------------- | --------------- | ----------------- |
| 1 | 23 mars 2005     | 978-4-0637-2422-6 | 2 avril 2008    | 978-2-7234-6340-9 |
| Liste des chapitres : - Ch. 1 : L'arôme de centaines de fleurs - Ch. 2 : Prière à la terre pour une bonne récolte - Ch. 3 : Une reine solide et délicate à la fois - Ch. 4 : Arômes du matin sur l'oreiller - Ch. 5 : Le dieu des Bourgognes - Ch. 6 : La jeune fille dans un champ de fraises - Ch. 7 : Dégustation dans le parc - Ch. 8 : Prends ce don de Dieu à pleines mains |                  |                   |                 |                   |
| 2 | 23 mai 2005      | 978-4-0637-2435-6 | 4 juin 2008     | 978-2-7234-6341-6 |
| Liste des chapitres : - Ch. 9 : Le verre des retrouvailles - Ch. 10 : La jeune fille souriante dans le champ de fraises - Ch. 11 : Le vin sucré des adieux - Ch. 12 : Les juges - Ch. 13 : Première manche - Ch. 14 : Une jolie fleur dans une peau de vache - Ch. 15 : Le fouet pour la lolita - Ch. 16 : L'alien du département vins - Ch. 17 : Merry-go-round - Ch. 18 : Une nuit "fantastico" |                  |                   |                 |                   |
| 3 | 23 août 2005     | 978-4-0637-2459-2 | 27 août 2008    | 978-2-7234-6480-2 |
| Liste des chapitres : - Ch. 19 : Karma et cuisine - Ch. 20 : Le vin ou la cuisine? - Ch. 21 : Père et fille - Ch. 22 : Le réveil du dieu passionné - Ch. 23 : Chablis et huîtres - Ch. 24 : Passons aux choses sérieuses - Ch. 25 : Une revanche discrète - Ch. 26 : Un joli cadeau du hasard - Ch. 27 : Le vin français, inévitablement - Ch. 28 : Chauds, les frères cavistes de Shitamachi! |                  |                   |                 |                   |
| 4 | 22 novembre 2005 | 978-4-0637-2477-6 | 8 octobre 2008  | 978-2-7234-6481-9 |
| Liste des chapitres : - Ch. 29 : Bois le vin de ton père! - Ch. 30 : Des larmes viriles! La marche des frères du vin de Shitamachi - Ch. 31 : Invitation à une fête somptueuse - Ch. 32 : le masque tombe - Ch. 33 : Erreur d'appréciation sur le vin français - Ch. 34 : Match nul dans le hall - Ch. 35 : En mon cœur, des tournesols au soleil levant - Ch. 36 : Le testament qui raconte le paradis - Ch. 37 : Au creux de la forêt calme et secrète - Ch. 38 : Le papillon violet à la surface de l'eau                                                                    |                  |                   |                 |                   |
| 5 | 23 janvier 2006  | 978-4-0637-2490-5 | 3 décembre 2008 | 978-2-7234-6482-6 |
| Liste des chapitres : - Ch. 39 : Devant un passé trop aveuglant, la femme ferme les yeux - Ch. 40 : Trois verres de vin pour réveiller le passé - Ch. 41 : Dégustation en maïeutique zen - Ch. 42 : Dégustation en costume - Ch. 43 : Un monde qui se complète autour du lac - Ch. 44 : L'eau remontant des abysses mystérieuses - Ch. 45 : Jusqu'à ce que le désespoir se transforme en souvenirs - Ch. 46 : Un verre pour retrouver le passé - Ch. 47 : Parfois, l'amour appelle le silence - Ch. 48 : Un ange virevolte devant les yeux des duellistes                       |                  |                   |                 |                   |
| 6 | 21 avril 2006    | 978-4-0637-2510-0 | 25 février 2009 | 978-2-7234-6653-0 |
| Liste des chapitres : - Ch. 49 : La veille du duel, sous les auspices du connétable - Ch. 50 : Des amants trop parfaits - Ch. 51 : La création de l'homme - Ch. 52 : Le goût doux-amer du premier amour - Ch. 53 : Un vieil ami inoubliable - Ch. 54 : Revoir le sourire de ce jour - Ch. 55 : Les rois régnant sur Bordeaux - Ch. 56 : Un flot de sensualité - Ch. 57 : Grandeur et décadence - Ch. 58 : C'est pourquoi on l'appelle la reine |                  |                   |                 |                   |
| 7 | 21 juillet 2006  | 978-4-0637-2543-8 | 8 avril 2009    | 978-2-7234-6654-7 |
| Liste des chapitres : - Ch. 59 : Un cadeau empoisonné - Ch. 60 : Chasse aux trésors de bordeaux rive gauche - Ch. 61 : Deux routes depuis séparées - Ch. 62 : La preuve de première classe - Ch. 63 : Pégase traversant le temps - Ch. 64 : Des copains, du vin, des yakitori - Ch. 65 : Une visiteuse du temps jadis - Ch. 66 : Couleurs sépia, mais toujours belles - Ch. 67 : Un sourire mystérieux - Ch. 68 : Rencontre surprise avec De Vinci |                  |                   |                 |                   |
| 8 | 23 octobre 2006  | 978-4-0637-2556-8 | 10 juin 2009    | 978-2-7234-6655-4 |
| Liste des chapitres : - Ch. 69 : Une bouteille pleine de venin - Ch. 70 : La femme vivant dans le vin - Ch. 71 : Le point critique de la malveillance - Ch. 72 : La fête ensanglantée - Ch. 73 : Puis vint le prix de la relation - Ch. 74 : Dans la tempête de sable - Ch. 75 : Avec Mona Lisa en tête - Ch. 76 : Au sourire qui désaltère et réconforte - Ch. 77 : Toast au regret et à l'humiliation - Ch. 78 : Pour retrouver le vin |                  |                   |                 |                   |
| 9 | 22 novembre 2006 | 978-4-0637-2569-8 | 19 août 2009    | 978-2-7234-6656-1 |
| Liste des chapitres : - Ch. 79 : Tirer sur le fil de la mémoire - Ch. 80 : Les souvenirs sont au fond de la cave - Ch. 81 : Ouvre la porte au doux bouquet - Ch. 82 : Ton univers qui s'est un peu élargi - Ch. 83 : Le mur élevé qui fait obstacle à l'amour - Ch. 84 : Le père, le fils et leur pays de naissance - Ch. 85 : Coincés entre le ciel et la terre, les hommes - Ch. 86 : Un mélange qui va droit au cœur - Ch. 87 : Je voudrais discuter avec toi encore une fois un soir - Ch. 88 : La nouvelle boussole vient du fin fond du désert                            |                  |                   |                 |                   |
| 10 | 23 février 2007  | 978-4-0637-2578-0 | 7 octobre 2009  | 978-2-7234-6657-8 |
| Liste des chapitres : - Ch. 89 : À la grande main rencontrée en pleine nostalgie - Ch. 90 : Poursuis, poursuis le vin - Ch. 91 : La décision de l'actrice avant le maquillage - Ch. 92 : Pour ce goût qui était scellé - Ch. 93 : Mettre un terme à ce jour d'une jeunesse au parfum sucré - Ch. 94 : Enveloppe par le pressentiment du départ - Ch. 95 : Sentir dans mon corps le long cours du temps - Ch. 96 : Là où se rencontrent la nostalgie et la nouveauté - Ch. 97 : Le vieil homme qui cultive un futur nostalgique - Ch. 98 : Futurs qui s'entrelacent, passés liés |                  |                   |                 |                   |

### Tomes 11 à 20
| no | Japonais         | Japonais          | Français          | Français          |
| no | Date de sortie   | ISBN              | Date de sortie    | ISBN              |
| --- | ---------------- | ----------------- | ----------------- | ----------------- |
| 11 | 23 mai 2007      | 978-4-0637-2599-5 | 27 janvier 2010   | 978-2-7234-6658-5 |
| Liste des chapitres : - Ch. 99 : Nuit de la confusion, matin des certitudes - Ch. 100 : La sensation de la texture du vieil arbre s'estompe - Ch. 101 : Détermination à ne pas reculer devant le labyrinthe - Ch. 102 : Aller sur le lointain chemin mène au vieil arbre - Ch. 103 : Le sommeil de l'artiste qui aimait le vin - Ch. 104 : L'odeur soigneusement cachée du raisin - Ch. 105 : Entourée d'amour débordant - Ch. 106 : Vision rencontrée dans la nuit au parc d'attractions - Ch. 107 : Silence au nom de sa fierté - Ch. 108 : L'amertume d'une vérité apprise trop tard |                  |                   |                   |                   |
| 12 | 23 août 2007     | 978-4-0637-2622-0 | 24 mars 2010      | 978-2-7234-7436-8 |
| Liste des chapitres : - Ch. 109 : Solitude sur fond de mauvaises intentions - Ch. 110 : Dans le piège ici tendu - Ch. 111 : En pleine confiance, le vin abîmé - Ch. 112 : Un adieu sur un malentendu - Ch. 113 : Toast au hasard d'un retard - Ch. 114 : Un nouveau défi venu d'outre-mer - Ch. 115 : Une relation impossible à harmoniser - Ch. 116 : La peine de celui qui reste - Ch. 117 : Les bouteilles qui ont perdu leur nom - Ch. 118 : Arômes synchrones |                  |                   |                   |                   |
| 13 | 6 novembre 2007  | 978-4-0637-2633-6 | 19 mai 2010       | 978-2-7234-7437-5 |
| Liste des chapitres : - Ch. 119 : Deux génies au cœur d'une vision du vin - Ch. 120 : Avec une grande aide de mes amies - Ch. 121 : Derrière les bulles qui s'élèvent - Ch. 122 : Inévitable champagne - Ch. 123 : Magie des flammes brûlantes - Ch. 124 : Avec le matador de la liesse - Ch. 125 : Un papillon dansant à la source du toast - Ch. 126 : Toi qui me ressemble mon premier amour - Ch. 127 : À la poursuite d'un visage familier - Ch. 128 : Furtivement, dans ces cheveux mystérieux |                  |                   |                   |                   |
| 14 | 6 décembre 2007  | 978-4-0637-2651-0 | 1er juillet 2010  | 978-2-7234-7438-2 |
| Liste des chapitres : - Ch. 129 : Submergé de temps à autre par d'intenses souvenirs - Ch. 130 : Ses cordes vibrent avec tristesse - Ch. 131 : Avec exubérance, sur le gazon baigné de soleil - Ch. 132 : Le baiser du jeune héros - Ch. 133 : Un homme, une femme et des manœuvres - Ch. 134 : La lumières frappe le cœur trempé - Ch. 135 : Plonger le vin dans les souvenirs - Ch. 136 : Le temps fait mûrir les hommes - Ch. 137 : Guidé par le sourire retrouvé - Ch. 138 : Ô seigneur, quelles cruelles et insondables retrouvailles |                  |                   |                   |                   |
| 15 | 22 février 2008  | 978-4-0637-2664-0 | 22 septembre 2010 | 978-2-7234-7439-9 |
| Liste des chapitres : - Ch. 139 : Le premier amour, avec une larme - Ch. 140 : Sourire à la sérénade - Ch. 141 : Dans l'ombre de la mère - Ch. 142 : Le client importun dans la nuit d'un cœur brisé - Ch. 143 : Le vin imprègne le cœur amer - Ch. 144 : Le vin, toujours capricieux - Ch. 145 : À la poursuite des déesses disparues - Ch. 146 : La reine du vin et son mystère - Ch. 147 : Quand la main diabolique touche ce verre - Ch. 148 : Au bout des escaliers souterrains |                  |                   |                   |                   |
| 16 | 23 mai 2008      | 978-4-0637-2686-2 | 17 novembre 2010  | 978-2-7234-7440-5 |
| Liste des chapitres : - Ch. 149 : En ce jour, la jeune fille qui contemplait le soleil couchant dans le désert - Ch. 150 : Le vent de Perse te rend perplexe - Ch. 151 : Un instant, les compagnons sont attirés dans une vision - Ch. 152 : Les fruits sauvages s'épanouissent avec le temps - Ch. 153 : Ô beau dieu d'argent, donne-moi la félicité - Ch. 154 : La requête de la jeune fille rencontrée au pied du mont Fuji - Ch. 155 : La plus grande rose du monde - Ch. 156 : Les joyaux du vin brillent d'un mauvais présage - Ch. 157 : Guidé par les appels de l'ombre qui n'a nulle part sa place - Ch. 158 : Leurs cœurs s'élancent dans les montagnes argentées                                                             |                  |                   |                   |                   |
| 17 | 22 août 2008     | 978-4-0637-2725-8 | 16 février 2011   | 978-2-7234-8107-6 |
| Liste des chapitres : - Ch. 159 : L'heureux serment sur le mont Yari blanc de neige - Ch. 160 : La rose géante s'enflamme à nouveau - Ch. 161 : À bord de l'avion, un esprit malicieux - Ch. 162 : Le guide exceptionnel ferme la porte - Ch. 163 : Serrer fort la main d'un ami de confiance - Ch. 164 : À la recherche d'une vague lumière dans le ciel - Ch. 165 : Est-ce la voix du diable blanc qui l'attire? - Ch. 166 : Glacé d'horreur devant la suggestion d'une mort douce - Ch. 167 : Attendre un rival aussi impatiemment qu'un ami - Ch. 168 : La silhouette aperçue au sein d'un souvenir flou |                  |                   |                   |                   |
| 18 | 21 novembre 2008 | 978-4-0637-2751-7 | 20 avril 2011     | 978-2-7234-8108-3 |
| Liste des chapitres : - Ch. 169 : Les blanches et gracieuses montagnes resurgissent - Ch. 170 : Cette voix à la fois douce et rude - Ch. 171 : Aux côtés du vin, il y a toujours un ami - Ch. 172 : Paisiblement, la fleur éclose dans l'ombre - Ch. 173 : Étendant doucement ses ailes bleues - Ch. 174 : Un quintette de vins nommé vie - Ch. 175 : Le goût puissant du continent rejeté sur-le-champ - Ch. 176 : Le nom de l'ennemi blanc caché sur l'immense table - Ch. 177 : Son âme mène à la "terre aimé des dieux" - Ch. 178 : Le vent de Méditerranée franchit aisément l'obstacle |                  |                   |                   |                   |
| 19 | 22 décembre 2008 | 978-4-0637-2759-3 | 8 juin 2011       | 978-2-7234-8109-0 |
| Liste des chapitres : - Ch. 179 : Aucune raison d'accorder plus qu'un regard - Ch. 180 : L'intrigant déshonore un mariage sacré - Ch. 181 : Réveillé d'un long sommeil par un chant sonore - Ch. 182 : Le mariage danse brillamment dans les airs - Ch. 183 : Un parfum d'orchidée blanche emplit la nuit noire - Ch. 184 : Des larmes de bonheur versées en secret - Ch. 185 : Ces fleurs qui se balancent au vent d'une fin d'été - Ch. 186 : Retrouvailles et lettre impromptues - Ch. 187 : Celui qui va dans le noir, enveloppé par l'espace infini - Ch. 188 : Les flammes apparues au loin dans la nuit semblables à une divinité                                                                                                |                  |                   |                   |                   |
| 20 | 23 mars 2009     | 978-4-0637-2779-1 | 17 août 2011      | 978-2-7234-8166-3 |
| Liste des chapitres : - Ch. 189 : Le soleil se couche sur les montagnes de Yamato, où vole l'oiseau - Ch. 190 : La lune d'Akino est froide envers celui qui suit le poème - Ch. 191 : Sous le ciel, l'horizon d'Asuka brûle d'un rouge brillant - Ch. 192 : Le petit Maitreya baigné de deuil - Ch. 193 : Pour qui coulent les larmes - Ch. 194 : Au loin brille une lune bleue à l'éclat indistinct - Ch. 195 : La lumière au cœur de l'espace vide, telle un lamparo vacillant - Ch. 196 : Tends la main vers cette joue mystérieuse - Ch. 197 : Ceux qui nous ont quittés nous laissent un insondable sourire - Ch. 198 : Pour sauver la tête de notre aimable pionnier - Ch. 199 : Son ombre résolue se superpose au jeune stratège |                  |                   |                   |                   |

### Tomes 21 à 30
| no | Japonais          | Japonais          | Français        | Français          |
| no | Date de sortie    | ISBN              | Date de sortie  | ISBN              |
| --- | ----------------- | ----------------- | --------------- | ----------------- |
| 21 | 21 août 2009      | 978-4-0637-2815-6 | 19 octobre 2011 | 978-2-7234-8167-0 |
| Liste des chapitres : - Ch. 200 : Saint-Émilion, cette belle lumière - Ch. 201 : Le bouquet tourbillonne follement - Ch. 202 : Le bras qui enlace la mariée est puissant, parfois tendre - Ch. 203 : Le voyageur qui se perd dans une forêt du XVIIe siècle - Ch. 204 : Le frère ennemi laisse échapper un soupir tremblant - Ch. 205 : La main droite du génie se lève vaillamment - Ch. 206 : Toutes les indicibles vérités se trouvent dans le vin - Ch. 207 : À la soudaine brise de mer, le cœur de la sirène bondit - Ch. 208 : De toutes ses forces, faire regarder vers soi le vin boudeur - Ch. 209 : Le temps des retrouvailles, sur le terrain après les cours |                   |                   |                 |                   |
| 22 | 13 novembre 2009  | 978-4-0637-2838-5 | 8 février 2012  | 978-2-7234-8639-2 |
| Liste des chapitres : - Ch. 210 : Les émotions à vif, vers une nouvelle bataille familiale pour l'apôtre - Ch. 211 : La prière et la sagesse du peuple sont infinies - Ch. 212 : Je t'emmène en voyage vers l'inconnu - Ch. 213 : La crainte du génie disparaît soudainement au loin dans les cieux - Ch. 214 : Une ombre noire rôde dans le paisible vignoble - Ch. 215 : Le canon noir du revolver et le cri à l'éclat blême - Ch. 216 : Dans la mystérieuse caisse de bois où flottent des vapeurs d'un violet intense - Ch. 217 : La nouvelle direction est masquée par un voile intérieur - Ch. 218 : Ô fleurs écloses dans le Nouveau Monde, je viens vers vous - Ch. 219 : Le soleil qui brille d'un sourire éclatant et la lourde ombre brune |                   |                   |                 |                   |
| 23 | 22 janvier 2010   | 978-4-0637-2849-1 | 9 mai 2012      | 978-2-7234-8640-8 |
| Liste des chapitres : - Ch. 220 : L'arbre de l'hostilité émeraude se densifie vaillamment - Ch. 221 : Ô flammes cramoisies, hébergez-vous un esprit mauvais ou une âme vertueuse ? - Ch. 222 : L'ami brille à l'horizon rouge du crépuscule - Ch. 223 : Mirage vacillant, le rêve que racontent les arbres - Ch. 224 : L'entrée dans la flèche se fait dans un silence sans précédent - Ch. 225 : Cette partition quand elle est jouée, ô vous qui marchez avec moi - Ch. 226 : Réveil après cent ans d'un long sommeil, lors d'un matin sacré - Ch. 227 : Dans le verre mouillé de larmes, furtivement, l'arôme de l'art - Ch. 228 : Acceptation ou fuite ? La rage en son cœur éclate avec amertume - Ch. 229 : Retour vers le tendre parfum des jours lointains |                   |                   |                 |                   |
| 24 | 23 mars 2010      | 978-4-0637-2879-8 | 16 août 2012    | 978-2-7234-8641-5 |
| Liste des chapitres : - Ch. 230 : Fertile Gironde, fais mûrir sur tes berges des liens éternels - Ch. 231 : Sorbet sucré de Pauillac, accompagné d'un regard nostalgique - Ch. 232 : Ouvre les yeux dans la brume matinale et cours, vif cheval, indomptable comme un lion - Ch. 233 : La brise réconfortante de Saint-Julien met du vent dans les voiles des guerriers - Ch. 234 : Ô enfant, ressens le terroir et avance sur la voie du gentleman - Ch. 235 : La princesse brise le sceau de 100 ans et s'éveille à l'amour - Ch. 236 : Tout est rose sur le coteau de Saint-Estèphe - Ch. 237 : Les fleurs impatientes illuminent la route de Bordeaux - Ch. 238 : Le fruit épineux qui éclot la nuit enflamme l'atmosphère de la pièce - Ch. 239 : Ce que l'on désire s'éloigne, renaissance et adieu au sang bien-aimé |                   |                   |                 |                   |
| 25 | 23 août 2010      | 978-4-0637-2915-3 | 7 novembre 2012 | 978-2-7234-8642-2 |
| Liste des chapitres : - Ch. 240 : Arômes, transmettez le vent du terroir qui fait ondoyer les fleurs sauvages - Ch. 241 : Si tu tends l'oreille au murmure du ciel brillant de soleil - Ch. 242 : L'amour qui soupire en silence relie entre deux chemins - Ch. 243 : Le feu qui éclaire l'éternel chemin ne s'éteint jamais au fond du cœur - Ch. 244 : À présent, un doux baiser au toi de mes souvenirs - Ch. 245 : Célébrez bien haut, et éclaboussez d'un accueil chaleureux - Ch. 246 : Le bonjour donné par un matin frais ressemble au bruissement des ailles d'un ange - Ch. 247 : Devant deux soleils qui pointent, les hommes lèvent leurs verres - Ch. 248 : Le rêve auquel invite la mousse blanche fait éclater les sentiments enfouis - Ch. 249 : Contraste entre paix et obscurité apporté par une après-midi couleur citron |                   |                   |                 |                   |
| 26 | 5 novembre 2010   | 978-4-0637-2938-2 | 20 mars 2013    | 978-2-7234-9261-4 |
| Liste des chapitres : - Ch. 250 : Au cœur du poème du vent et des arbres, joué par un battement couleur sépia. - Ch. 251 : Ô dame aux cheveux d'or qui flottent, laisse-moi voir ton profil - Ch. 252 : Accueille dans la joie, rose cerisier, la douce joue que tu as aimée au premier regard - Ch. 253 : Ma philosophie est née de la terre, mon rêve porte ses fruits et irrigue le cœur des hommes - Ch. 254 : Les restes pâlis de la bien-aimée, descendus depuis un ciel vide et blanc - Ch. 255 : A la recherches d'un pétillement inoubliable qui désaltère une bouche mémorable - Ch. 256 :La mélodie des oiseaux migrateurs qui se rassenblent autour du ruisseau apaisant - Ch. 257 : La Lettre à Elise - Ch. 258 :L'arôme qui colore le banquet atteint soudain le firmament - Ch. 259 :Le narrateur croit en la lumière rose pâle, au bout de sa conscience brouillée |                   |                   |                 |                   |
| 27 | 22 décembre 2010  | 978-4-0637-2968-9 | 24 avril 2013   | 978-2-7234-9262-1 |
| Liste des chapitres : - Ch. 260 : Le vent qui souffle sur la femme de mes rêves fait onduler le voile brillant de la fierté - Ch. 261 : L'arbre se tourne vers le firmament et étend ses feuilles en toute liberté - Ch. 262 : Les ombres créées par le crépuscule d'été sont toujours quelque peu douces-amères - Ch. 263 : Deux marionnettes se lamentent, maudissant les fils qu'elles ne peuvent rompre - Ch. 264 : Le soleil, enfermé aux tréfonds d'une longue nuit, renaît dans les cieux - Ch. 265 : Eclairée par les dernières lueurs, l'herbe fraîche enflamme un court instant la vie d'un été - Ch. 266 : La lumière éternelle, demandée aux vestiges d'un triste été, scintille à jamais - Ch. 267 : Les étincelles qui ont empreint une vie palpitante brillent sans fin - Ch. 268 : Fruit d'une autre contrée, le trésor couleur ambre relie les fragments des patriotes en proie au mal du pays - Ch. 269 : Célèbre la cordillère et sa beauté, qui existent depuis des millions d'années                                         |                   |                   |                 |                   |
| 28 | 23 mars 2011      | 978-4-0637-2988-7 | 5 juin 2013     | 978-2-7234-9263-8 |
| Liste des chapitres : - Ch. 270 : Le jardin chéri dont rêvent les jeunes vignes s'étend éternellement au fond d'une terre brûlante - Ch. 271 : Dans cette main fleurit encore une nuit raffinée inoubliable - Ch. 272 : La mélodie sacrée issue de la sérénité ajoute encore de la grâce à cette terre - Ch. 273 : La nocturne d'une nuit caline qui ruisselle au bout des doigts purs - Ch. 274 : Que ton baptême, à toi qui gagne en sagesse, te sauve en t'ôtant l'amertume de l'idiot - Ch. 275 : Depuis le cépage amer mâché autrefois, les tendres pousses de fleurs et de fruits accueillent le temps du réveil printannier - Ch. 276 : Les rayons éclairant l'aube d'un rouge violacé se changent en astre brûlant porteur d'une révélation divine - Ch. 277 : Avance, en fendant la poussière sèche du sol,dans l’intervalle entre le soleil et la lune - Ch. 278 : Une fausse fête, entre attaques incessantes et bonne camaraderie - Ch. 279 : Jaillissant d'une source paisible, l'évangile aux 8 timbres et un autre bruit captivant |                   |                   |                 |                   |
| 29 | 23 juin 2011      | 978-4-0638-7005-3 | 21 août 2013    | 978-2-7234-9388-8 |
| Liste des chapitres : - Ch. 280 : Les cris de joie des enfants libérés éclatent dans la lointaine ville aux remparts - Ch. 281 : La lumière qui se déverse de 3 soleils grave sur le sol des ombres vaillantes - Ch. 282 : La fleur qui éclot avec grâce devient lien entre les anciennes cités d'orient et d'occident - Ch. 283 : Un après-midi exaltant où soleil, ombre et vent enroulant les nuages, séparent les chemins - Ch. 284 : Caché derrière le sourire larmoyant de son maquillage, le sérieux d'un clown - Ch. 285 : Aphrodisiaque décadent qui rend fou, ou élixir miracle qui stimule le cœur ? - Ch. 286 : L'essence brillant au soleil de l'espérance, et le vin où a sombré la lie des lamentations - Ch. 287 : Entre mémoire et oubli se réveille la douleur lancinante des cicatrices de chacun - Ch. 288 : Mirage d'un rêve frais où s'élèvent les grains de l'illusion - Ch. 289 : Le mariage qui fait rougeoyer les lueurs du chemin                                                                                      |                   |                   |                 |                   |
| 30 | 23 septembre 2011 | 978-4-0638-7045-9 | 23 octobre 2013 | 978-2-7234-9389-5 |
| Liste des chapitres : - Ch. 290 : Trace du rêve que courent les guerriers, traînant dans leur sillage le feu du passé - Ch. 291 : La blanche cruauté du monde et la pourpre passion du sang - Ch. 292 : La déesse du clair de lune fait enfin briller la lumière du soleil qui s'est couché - Ch. 293 : Sur l'eau, la surface mélancolique née du vent qui berce là où vont les voiles - Ch. 294 : Cours au-delà de l'horizon, vers l'inatteignable montagne du sage - Ch. 295 : La partition composée par un talent inné grave des sons délicats - Ch. 296 : Le jeune rameau, nourri de la rosée du ciel bleu et du brouillard gris cendre - Ch. 297 : Le ciel ne rend leur sourire qu'à ceux qui ont passé la ligne de la mort et des larmes - Ch. 298 : Le paradis qui s'ouvre au terme de tout ce temps où l'on a cessé d'y croire - Ch. 299 : Les vaguelettes s'élargissent silencieusement sur la fontaine où sont tombées les gouttes du savoir                                                                                            |                   |                   |                 |                   |

### Tomes 31 à 40
| no | Japonais          | Japonais          | Français          | Français          |
| no | Date de sortie    | ISBN              | Date de sortie    | ISBN              |
| --- | ----------------- | ----------------- | ----------------- | ----------------- |
| 31 | 17 novembre 2011  | 978-4-0638-7064-0 | 22 janvier 2014   | 978-2-7234-9390-1 |
| Liste des chapitres : - Ch. 300 : Dépositaire d'une ardeur et d'une puissance tenaces, vers la ville de l'espoir - Ch. 301 : La nouvelle arrive soudain, par la lucarne ouverte - Ch. 302 : La petite fleur éclose dans la nature sauvage incline la tête de façon adorable - Ch. 303 : Verse les arômes parfumés du pays natal dans la source de demain - Ch. 304 : Petit mais ferme, un grain de rêve béni par la lumière de l'été - Ch. 305 : Le bel ange qui accompagne le pèlerin voit ses ailes transpercées par la foudre - Ch. 306 : À minuit, les sentiments éternels dessinés sur la toile pourpre - Ch. 307 : Jeune lion, aiguise tes crocs dans la vallée sans fond et rugis vers demain - Ch. 308 : Dois-je prendre la coupe de l'honneur ou la coupe de l'ombre solitaire ? - Ch. 309 : Le vent du début de l'été est trop froid pour les célèbres portes                                           |                   |                   |                   |                   |
| 32 | 23 février 2012   | 978-4-0638-7084-8 | 19 mars 2014      | 978-2-7234-9391-8 |
| Liste des chapitres : - Ch. 310 : À la recherche du verre des souvenirs qui s'est évaporé dans la forêt des sentiments - Ch. 311 : La mélodie du duo qui résonne dans les belles hautes-terres - Ch. 312 : Le labyrinthe aux murs blancs crayeux, couvert de millions de poussières étoilées - Ch. 313 : L'âme qui éclate au bout des pensées couleur sépia - Ch. 314 : Vivons cette existence compliquée, quand bien même on n'en voit pas le chemin - Ch. 315 : Rencontre au creux des vagues bleues, vagues souvenirs du lieu célèbre - Ch. 316 : Une robe rouge flotte sur la colline à la croix majestueuse - Ch. 317 : Teins la sagesse des villageois aux différents couleurs des récoltes abondantes - Ch. 318 : Illusion du grand bleu et reflet du noir total - Ch. 319 : Le joli petit oiseau perdu fait vibrer les cordes du cœur en cercles blancs                                                   |                   |                   |                   |                   |
| 33 | 24 mai 2012       | 978-4-06-387107-4 | 18 juin 2014      | 978-2-7234-9912-5 |
| Liste des chapitres : - Ch. 320 : Former avec noblesse une harmonie japonaise, grâce à la mer parfumée - Ch. 321 : Le guerrier au lourd bouclier est fier de ne point porter d'arme - Ch. 322 : Les grandes mains racontent l'amour secret entre la terre et la vigne - Ch. 323 : De splendides figures semblables que l'on ne peut pas toujours superposer l'une à l'autre - Ch. 324 : Le poème aux longues et profondes racines qui filtre depuis les profondeurs inconnues - Ch. 325 : Le guerrier qui arpente la terre sait où elle mène et connaît le ciel - Ch. 326 : Brisons l'interdit du jardin endormi et descendons vers un territoire inexploré - Ch. 327 : Ô être pur qui coule dans les profondeurs, attiré par la beauté de l'obscurité - Ch. 328 : La tactique du blanc de la vie et du noir de la mort - Ch. 329 : Ô intrépides revenants, assemblez-vous dans la maison de l'excellent jugement |                   |                   |                   |                   |
| 34 | 24 août 2012      | 978-4-06-387134-0 | 15 octobre 2014   | 978-2-344-00075-5 |
| Liste des chapitres : - Ch. 330 : La source pâle qui flotte dans le noir reflète un instant une lueur chaleureuse - Ch. 331 : Un ciel translucide enlace contre son sein le silence de la mer du sommeil - Ch. 332 : Résonne, ô chant de l'espoir, là où le yin et le yang s'entremêlent - Ch. 333 : Le billon plus haut qu'une montagne n'accorde sa bénédiction qu'aux élus - Ch. 334 : Comme des étoiles aux couleurs différentes qui vont se séparer pour l'éternité - Ch. 335 : Éclairé par le soleil d'autrefois, tu étends deux ombres - Ch. 336 : La bénédiction du solaire pays natal éclaire la maison du cœur avec sérénité - Ch. 337 : La terrasse au soleil couchant, et le travail familier des hommes - Ch. 338 : Au cœur d'un horizon où le soleil ne se lève ni à l'est, ni à l'ouest - Ch. 339 : La rumeur court mille lieues, et entraîne la famille voisine vers le vide                      |                   |                   |                   |                   |
| 35 | 22 novembre 2012  | 978-4-06-387156-2 | 21 janvier 2015   | 978-2-344-00332-9 |
| Liste des chapitres : - Ch. 340 : La fleur gracieuse et fraîche qui éclot dans une atmosphère froide - Ch. 341 : Ce rouge écarlate reflète le travail d'un génie extraordinaire - Ch. 342 : Une beauté se tient un bref instant sous les fleurs en pleine floraison - Ch. 343 : Invité par un adorable petit démon vivant au fond des gorges - Ch. 344 : Un baiser, sous la lumière des souvenirs - Ch. 345 : Ô graines multicolores, écoutez le duo musical qui bourgeonne - Ch. 346 : Ô fleurs qui annoncez le printemps, colorez la nature de rose - Ch. 347 : En cette coupe demeure l'esprit combatif du héros - Ch. 348 : Lune argentée, nuit de la lanterne magique - Ch. 349 : Une épée d'ébène, libérée de son fourreau |                   |                   |                   |                   |
| 36 | 22 février 2013   | 978-4-06-387188-3 | 28 mars 2015      | 978-2-344-00333-6 |
| Liste des chapitres : - Ch. 350 : - Ch. 351 : - Ch. 352 : - Ch. 353 : - Ch. 354 : - Ch. 355 : - Ch. 356 : - Ch. 357 : - Ch. 358 : - Ch. 359 : |                   |                   |                   |                   |
| 37 | 23 avril 2013     | 978-4-06-387204-0 | 20 mai 2015       | 978-2-344-00334-3 |
| Liste des chapitres : - Ch. 360 : - Ch. 361 : - Ch. 362 : - Ch. 363 : - Ch. 364 : - Ch. 365 : - Ch. 366 : - Ch. 367 : - Ch. 368 : - Ch. 369 : |                   |                   |                   |                   |
| 38 | 21 juin 2013      | 978-4-06-387221-7 | 15 juillet 2015   | 978-2-344-00910-9 |
| Liste des chapitres : - Ch. 370 : - Ch. 371 : - Ch. 372 : - Ch. 373 : - Ch. 374 : - Ch. 375 : - Ch. 376 : - Ch. 377 : - Ch. 378 : - Ch. 379 : |                   |                   |                   |                   |
| 39 | 20 septembre 2013 | 978-4-06-387247-7 | 23 septembre 2015 | 978-2-344-00911-6 |
| Liste des chapitres : - Ch. 380 : - Ch. 381 : - Ch. 382 : - Ch. 383 : - Ch. 384 : - Ch. 385 : - Ch. 386 : - Ch. 387 : - Ch. 388 : - Ch. 389 : |                   |                   |                   |                   |
| 40 | 22 novembre 2013  | 978-4-06-387268-2 | 2 décembre 2015   | 978-2-344-00912-3 |
| Liste des chapitres : - Ch. 390 : - Ch. 391 : - Ch. 392 : - Ch. 393 : - Ch. 394 : - Ch. 395 : - Ch. 396 : - Ch. 397 : - Ch. 398 : - Ch. 399 : |                   |                   |                   |                   |

### Tomes 41 à 44
| no | Japonais        | Japonais          | Français        | Français          |
| no | Date de sortie  | ISBN              | Date de sortie  | ISBN              |
| --- | --------------- | ----------------- | --------------- | ----------------- |
| 41 | 21 février 2014 | 978-4-06-387293-4 | 20 janvier 2016 | 978-2-344-01187-4 |
| Liste des chapitres : - Ch. 400 : - Ch. 401 : - Ch. 402 : - Ch. 403 : - Ch. 404 : - Ch. 405 : - Ch. 406 : - Ch. 407 : - Ch. 408 : - Ch. 409 : |                 |                   |                 |                   |
| 42 | 23 mai 2014     | 978-4-06-388322-0 | 16 mars 2016    | 978-2-344-01315-1 |
| Liste des chapitres : - Ch. 410 : - Ch. 411 : - Ch. 412 : - Ch. 413 : - Ch. 414 : - Ch. 415 : - Ch. 416 : - Ch. 417 : - Ch. 418 : - Ch. 419 : |                 |                   |                 |                   |
| 43 | 23 juin 2014    | 978-4-06-388339-8 | 18 mai 2016     | 978-2-344-01314-4 |
| Liste des chapitres : - Ch. 420 : - Ch. 421 : - Ch. 422 : - Ch. 423 : - Ch. 424 : - Ch. 425 : - Ch. 426 : - Ch. 427 : - Ch. 428 : - Ch. 429 : |                 |                   |                 |                   |
| 44 | 23 juillet 2014 | 978-4-06-388349-7 | 29 juin 2016    | 978-2-344-01313-7 |
| Liste des chapitres : - Ch. 430 : - Ch. 431 : - Ch. 432 : - Ch. 433 : - Ch. 434 : - Ch. 435 : - Ch. 436 : - Ch. 437 : - Ch. 438 : - Ch. 439 : |                 |                   |                 |                   |

## Les Gouttes de Dieu - Mariage

### Tomes 1 à 10
| no | Japonais         | Japonais          | Français          | Français          |
| no | Date de sortie   | ISBN              | Date de sortie    | ISBN              |
| -- | ---------------- | ----------------- | ----------------- | ----------------- |
| 1  | 23 octobre 2015  | 978-4-06-388537-8 | 14 septembre 2016 | 978-2-344-01740-1 |
| 2  | 22 janvier 2016  | 978-4-06-388552-1 | 16 novembre 2016  | 978-2-344-01741-8 |
| 3  | 22 avril 2016    | 978-4-06-388585-9 | 18 janvier 2017   | 978-2-344-01982-5 |
| 4  | 22 juillet 2016  | 978-4-06-388621-4 | 17 mai 2017       | 978-2-344-02046-3 |
| 5  | 21 octobre 2016  | 978-4-06-388649-8 | 23 août 2017      | 978-2-344-02320-4 |
| 6  | 23 janvier 2017  | 978-4-06-388683-2 | 22 novembre 2017  | 978-2-344-02393-8 |
| 7  | 21 avril 2017    | 978-4-06-388714-3 | 21 février 2018   | 978-2-344-02766-0 |
| 8  | 21 juillet 2017  | 978-4-06-510045-5 | 16 mai 2018       | 978-2-344-02767-7 |
| 9  | 23 octobre 2017  | 978-4-06-510277-0 | 3 octobre 2018    | 978-2-344-03047-9 |
| 10 | 22 novembre 2017 | 978-4-06-510515-3 | 2 janvier 2019    | 978-2-344-03275-6 |

### Tomes 11 à 20
| no | Japonais         | Japonais          | Français          | Français          |
| no | Date de sortie   | ISBN              | Date de sortie    | ISBN              |
| -- | ---------------- | ----------------- | ----------------- | ----------------- |
| 11 | 23 janvier 2018  | 978-4-06-510736-2 | 2 mai 2019        | 978-2-344-03633-4 |
| 12 | 23 avril 2018    | 978-4-06-511228-1 | 18 septembre 2019 | 978-2-344-03634-1 |
| 13 | 23 juillet 2018  | 978-4-06-511896-2 | 2 janvier 2020    | 978-2-344-03635-8 |
| 14 | 23 octobre 2018  | 978-4-06-513094-0 | 16 septembre 2020 | 978-2-344-03636-5 |
| 15 | 22 novembre 2018 | 978-4-06-513464-1 | 20 janvier 2021   | 978-2-344-04028-7 |
| 16 | 23 janvier 2019  | 978-4-06-514140-3 | 24 avril 2021     | 978-2-344-04029-4 |
| 17 | 23 avril 2019    | 978-4-06-514969-0 | 15 août 2021      | 978-2-344-04030-0 |
| 18 | 23 juillet 2019  | 978-4-06-516559-1 | 1er décembre 2021 | 978-2-344-04418-6 |
| 19 | 23 octobre 2019  | 978-4-06-517638-2 | 16 février 2022   | 978-2-344-04419-3 |
| 20 | 21 novembre 2019 | 978-4-06-517828-7 | 4 mai 2022        | 978-2-344-04420-9 |

### Tomes 21 à 26
| no | Japonais         | Japonais          | Français         | Français          |
| no | Date de sortie   | ISBN              | Date de sortie   | ISBN              |
| -- | ---------------- | ----------------- | ---------------- | ----------------- |
| 21 | 23 janvier 2020  | 978-4-06-518154-6 | 24 août 2022     | 978-2-344-04421-6 |
| 22 | 23 avril 2020    | 978-4-06-518998-6 | 16 novembre 2022 | 978-2-344-04542-8 |
| 23 | 20 juillet 2020  | 978-4-06-520237-1 | 1er mars 2023    | 978-2-344-04832-0 |
| 24 | 23 octobre 2020  | 978-4-06-520910-3 | 7 juin 2023      | 978-2-344-04833-7 |
| 25 | 20 novembre 2020 | 978-4-06-521230-1 | 6 septembre 2023 | 978-2-344-04834-4 |
| 26 | 23 décembre 2020 | 978-4-06-521579-1 | 17 janvier 2024  | 978-2-344-06145-9 |

## Les Gouttes de Dieu - deuxième
| no | Japonais       | Japonais          | Français       | Français |
| no | Date de sortie | ISBN              | Date de sortie | ISBN     |
| -- | -------------- | ----------------- | -------------- | -------- |
| 1  | 22 mars 2024   | 978-4-06-534786-7 |                |          |
| 2  | 22 mai 2024    | 978-4-06-535466-7 |                |          |